# Lucifer: Book of Angels Volume 10
Lucifer: Book of Angels Volume 10 es un álbum con composiciones de John Zorn interpretadas por el ensamble Bar Kokhba Sextet. El disco es el décimo número del segundo libro Masada, "The Book of Angels".

## Recepción
La crítica de Allmusic realizada por Sean Westergaard le dio 4½ estrellas al álbum, declarando: "Honestamente, con este material y estos intérpretes, simplemente no puedes equivocarte. Hay muchos momentos destacados, comenzando con Ribot y Baptista en la pieza de apertura. Friedlander y Feldman brillan tanto en "Dalquiel" como en "Quelamia". Joey Baron la rompe con "Gediel" y hace una gran pincelada con "Azbugah". La interpretación en todos lados es simplemente fantástica. Incluso podrías reproducir este álbum para tu abuela, algo que no se puede decir sobre gran parte del resto del catálogo de Zorn. Ya sea que le gusten todos sus proyectos o no, la producción de John Zorn ha sido consistentemente de alta calidad. Lucifer: Book of Angels, Vol. 10 está entre las mejores ofertas en su discografía, y una muy accesible".

## Lista de pistas
1. Sother - 5:58
2. Dalquiel - 6:07
3. Zazel - 3:22
4. Gediel - 6:12
5. Rahal - 3:49
6. Zechriel - 7:54
7. Azbugah - 3:02
8. Mehalalel - 9:53
9. Quelamia - 4:59
10. Abdiel - 3:24

## Intérpretes / Integrantes
- Cyro Baptista – percusiones
- Joey Baron – batería
- Greg Cohen – contrabajo
- Mark Feldman – violín
- Erik Friedlander – violonchelo
- Marc Ribot – guitarra